# Litania Prado
Litania Prado (c. 1956 - 2006) fue una pintora wichí argentina, que experimentaba con el estilo naíf para representar a su pueblo.

## Biografía
Litania Prado nació alrededor del año 1956 en Misión Chaqueña, departamento General José de San Martín, Salta, Argentina.
A causa de una artritis reumatoide que la aquejaba desde temprana edad (unas fuentes dicen 15 años, 16 o 19), teniendo que estar en casa y para mantenerse —y por consejo de Alec Deane—, se acercó a la pintura plasmando su entorno social y cultural, el modo de vivir de su pueblo y destacando el rol de la mujer wichí. Su maestro fue el artista plástico salteño Jorge Marino. Marino dirá de Prado:

Litania que carecía de todo, salvo de la precariedad y del dolor, nos mostraba la vida exultante de alegría y plenitud, de abundancia y dicha; lleno los cielos y la tierra de pájaros, árboles y flores; la belleza en ella era la generosa naturaleza hasta el límite de lo indecible y la felicidad de la existencia.

Desde 1995 se dedicó a la pintura y la enseñó a otras personas de su comunidad, generando una nueva generación de artistas wichís. Esta escuela la continúa su familia.
Algunas de sus obras se encuentran en la colección permanente del Museo Casa Arias Rengel, en Salta.
Falleció a causa de las consecuencias de la artritis (tenía entre 39 y 45 años).
En su comunidad se creó un centro cultural que lleva su nombre.